# Loehansk
Loehansk (Oekraïens: Луганськ, [lu'ɦɑɲsʲk], Russisch: Луганск, [lu'gansk], Loegansk) is een stad in het oosten van Oekraïne. Het is de de-jure-hoofdstad van de oblast Loehansk en het bestuurlijke centrum van het omliggende rayon Loehansk, ook al valt de stad zelf niet onder het rayon. De stad ligt aan de rivier de Loehan, waaraan ze haar naam dankt. In 1795 werd hier een fabriek gebouwd, die deze stad tot een groot industriecentrum maakte. Door de jaren heen is het altijd een belangrijke industriestad in Oekraïne gebleven. Loehansk werd officieel een stad in het jaar 1882. Bij de volkstelling in 2001 had Loehansk 463.097 inwoners, ongeveer de helft Oekraïeners en de helft Russen. Sindsdien is het inwonertal teruggelopen. Voor 2022 geeft het Oekraïens bureau voor statistiek 397.677 inwoners aan.

## Geschiedenis
De stad is in de loop der jaren vaak van naam veranderd. Zo heette de stad van 1935 tot 1958 Vorosjilovgrad, als eerbetoon aan generaal Kliment Vorosjilov, die niet ver van de stad was geboren. De naam veranderde na Stalins dood op 5 maart 1958 weer terug in Loehansk. Op 2 december 1969 overleed Kliment Vorosjilov, waarop de naam opnieuw veranderde in Vorosjilovgrad. Uiteindelijk gaf het Oekraïense parlement op 4 mei 1990 de stad haar historische naam weer terug. 
In 2014 werd Loehansk als gevolg van de pro-Russische protestbewegingen tijdens de Oorlog in Oost-Oekraïne de hoofdstad van de zelfverklaarde volksrepubliek Loegansk. Nadat Vladimir Poetin, president van Rusland, op 21 februari 2022 de twee separatistische volksrepublieken Donetsk en Loegansk op Oekraïens grondgebied als onafhankelijke staten had erkend, stuurde hij er, met goedkeuring van het Russische parlement, militairen heen onder het mom van een vredesmissie. Drie dagen later viel Rusland Oekraïne binnen.

## Sport
Zorja Loehansk is de professionele voetbalclub van Loehansk en speelt doorgaans op het hoogste Oekraïense niveau, de Premjer Liha. In 1972 werd de club als Zarja Vorosjilovgrad kampioen van de Sovjet-Unie. De club speelt in het Avanhard-stadion. Als gevolg van de strijd in Oekraïne was de club genoodzaakt uit te wijken naar een andere speelstad elders in Oekraïne. Momenteel speelt Zorja Loehansk in Zaporizja.

## Stedenband
- Saint-Étienne (Frankrijk), sinds 1959

## Geboren
- Sergej Andrejev (1956), Russisch voetballer en trainer
- Serhij Boebka (1963), polsstokhoogspringer
- Sergej Joeran (1969), voetballer en voetbalcoach
- Viktor Onopko (1969), voetballer en voetbalcoach
- Tetjana Teresjtsjoek-Antipova (1969), hordeloopster
- Anna Mokrousova (1981), mensenrechtenactivist
- Jelizaveta Bryzhina (1989), sprintster
- Hanna Solovej (1992), wielrenner